# Бактеріальний мат
Бактеріальні мати — біоценози, що складаються з прокаріотів і розташовуються на дні водойм або в їх прибережній зоні.
За формою нагадують плівки цвілі.
Стародавні бактеріальні мати були єдиними біоценозами на Землі.
В даний час найпоширеніші бактеріальні мати в гарячих джерелах.
Восени 2013 року з'явилося повідомлення, що в західній частині Австралії група дослідників з Австралії та США виявила кілька скам'янілих бактеріальних матів віком до 3,5 мільярдів років. Це найстаріші об'єкти біологічного походження. Статтю про це надруковано в журналі Astrobiology.